# Leucotmemis intersecta
Leucotmemis intersecta är en fjärilsart som beskrevs av Walker 1864. Leucotmemis intersecta ingår i släktet Leucotmemis och familjen björnspinnare. Inga underarter finns listade i Catalogue of Life.